# Agger (rivière)
Pour les articles homonymes, voir Agger (homonymie).
L'Agger est une rivière allemande de 69 km de long qui coule dans le land de Rhénanie-du-Nord-Westphalie. Elle est un affluent de la Sieg et donc un sous-affluent du Rhin.

## Source de la traduction
- (de) Cet article est partiellement ou en totalité issu de l’article de Wikipédia en allemand intitulé « Agger » (voir la liste des auteurs).